# Tomaspis basifura
Tomaspis basifura is een halfvleugelig insect uit de familie schuimcicaden (Cercopidae). De wetenschappelijke naam van deze soort is voor het eerst geldig gepubliceerd in 1912 door Melichar.